# オーラヴ3世 (ノルウェー王)
オーラヴ3世ハラルドソン(古ノルド語:Óláfr Haraldsson・ノルウェー語:Olav Haraldsson、1050年頃 - 1093年9月22日 )とは、11世紀後半のノルウェー王(在位:1067年 - 1093年)である。オーラヴ平穏王(古ノルド語:Óláfr Kyrre/ノルウェー語:Olav Kyrre)としても知られる。
オーラヴは1066年に父ハーラル苛烈王が行ったイングランド遠征に参加し、父と共にスタンフォード・ブリッジの戦いにも参加した。しかしこの戦いで父王が戦死したことを受けて、ノルウェー王に即位した。オーラヴの治世初期において、王国内の教会勢力との関係を改善し、国王としての立場の強化に努めた。またオーラヴ3世はベルゲンを建設した王としても永らく称賛されている。中世の歴史家スノッリ・ストゥルルソンは1225年ごろにオーラヴ3世の治世に関するサガであるオーラヴ平和王のサガをヘイムスクリングラの中の一編として記している。

## 生涯
オーラヴはハーラル苛烈王とその妃トーラ・トールベルグズドーテル の間に生まれた。オーラヴは父ハーラル王と共に1066年に行われたイングランド遠征に参加しイングランドに渡った。しかし彼はこの時まだ16歳であったことから、遠征中に勃発したスタンフォード・ブリッジの戦いには参戦せずに停泊中の軍船に残り待機していたとされる。そして不運にも、この戦いで父ハーラル王は戦死し、他の多くの戦士も戦場で殺戮された。ノルウェー軍の敗北後、オーラヴは生還した僅かなノルウェー軍を率いてイングランドから撤退し、オークニー諸島に向かった。この地でオーラヴは冬を過ごし、翌年の夏に母国ノルウェーへの帰途についた。
父ハーラル王の死後、先にノルウェー王に即位していた兄マグヌス・ハラルドソンと共に王国を折半し、兄弟2人でのノルウェー共同統治を開始した。1069年にマグヌス王が崩御すると、オーラヴは唯一のノルウェー王となった。
オーラヴの治世は当時としては稀なほど平和に満ちた時代であった。彼は外国に対する攻撃的な政策を放棄し、婚姻関係や平和的交渉を用いた政策を以てしてノルウェー王国を守り抜いた。国内政策として、オーラヴは教会組織を重視した政治を採り、国内統治制度の改革を推し進めるなどした。この国内制度改革の結果、とりわけ近衛軍団の再編・ベルゲンをはじめとする重要都市における再編が行われた。ベルゲンはその後ノルウェー王の王宮として機能したという。スノッリ・ストゥルルソンは自身の著ヘイムスクリングラの中で、ベルゲンがオーラヴによって建設された都市だと記している。
ハーラル苛烈王の死とスタンフォード・ブリッジでのノルウェー軍の大敗北により弱体化したノルウェー王国の様子を見て、デンマーク王スヴェン・エストリズセンはノルウェー侵攻を企図したとされる。スヴェン王は1064年にハーラル苛烈王と対戦協定を締結していたものの、締結相手のハーラル王が既に亡くなっていたため、もはや協定遵守の必要性が存在しないと認識していたためであった。しかし、オーラヴはそんなスヴェン王の娘イングリズ・ア・ダンマークと結婚することでデンマーク王国と再び平和条約を締結した。のちにオーラヴの半姉妹インゲゲルド・ハーラルスダッテルとスヴェン王の息子オーロフが結婚し両王国の関係強化に繋がった。その後もデンマーク王国はイングランドへの侵攻などを行っており攻撃的な対外政策を継続していたものの、ノルウェー王国は平和政策に固執し、イングランド王ウィリアム征服王との間にも平和条約を締結したという。
オーラヴ王は父ハーラル王の対教会政策を踏襲せず、国内の教会勢力との関係改善を主軸とした政策を取った。父ハーラル苛烈王はブレーメン司教のノルウェー教会に対する影響力行使に反発し、治世中ブレーメン司教と対立し続けた。オーラヴ王はハーラル苛烈王とは異なり、ブレーメン司教の権威を完全に承認した。この教会に対する宥和的な施策の背後には、国内の教会組織に対する利害関係や政治的配慮が存在したともされている。オーラヴ王の改革以前は、司教は応急の一翼をなし、王と共に常に国内を移動しまわっていた。国王が対外政策に専念する間に司教が教会政策に専念するためである。オーラヴ王の改革後、司教はオスロ・ニーダロス・ベルゲンに恒久的な拠点を構え、その地で教会政務に励む仕組みが整えられた。オーラヴ王はこの改革の際、率先して教会建設を執り行ったとされ、ベルゲン教会やニーダロス大聖堂の建立に携わった。オーラヴ王は国王権力を強化し、ノルウェー王国におけるギルド制度も制定した。またオーラヴ王はそれまでより大々的な地域的法律の策定を開始したノルウェー君主だと考えられており、Gulatingslovenというノルウェーの法律はオーラヴ王の頃に策定されたともいわれている
。
オーラヴ王は1093年9月22日にノルウェー王国南部ランリケ地域のHaukbøで病死した。遺体はニーダロス大聖堂で埋葬された。彼とイングリズ妃との間には子供はおらず、彼を継いでノルウェー王に即位したマグヌス3世裸足王はオーラヴ王の非嫡出子であるとされる
。

## 容姿と性格
1220年頃に編纂された諸王のサガのひとつ『モルキンスキンナ』では、オーラヴ王について以下のような説明がなされている。
- 背の高い男であり、彼ほど公正で高貴に見える者はいないだろうと皆が認めている。
- 彼は金髪であり、顔は白く、心地の良い目つきをしており、均整の取れた人物であった。彼は無口な性格で、あまり話し好きではなかったが、酒を飲むと良く話した[12]。

スノッリ・ストゥルルソンの年代記ヘイムスクリングラにはこのように記されている。
- オーラヴは恰幅の良い腕付きのしっかりした男であった。彼ほどハンサムで高貴な出で立ちの者はいないだろうと皆が認めていた。
- 彼は絹のような黄色い髪を持ち、白い肌であり、均整が整った体であった。彼の眼は美しく、腕はしっかり肉付いていた。彼は無口であり、民会ではあまり声を発することはなかった。しかし酒宴では決まって愉快に振舞った。彼は酒をこよなく好み、酒を飲むと良くしゃべった。それでも彼は非常に温和であった。
- 彼は朗らかに話し、治世中平和主義を貫き通した。そして寛大で温和であることをこよなく愛した[13]。

## 記念碑
ベルゲンの広場にはオーラヴ平和王の記念像が存在する。この像はベルゲン市誕生900年記念式典に関連して設置され、1998年5月21日に除幕された。オーラヴの像はノルウェー人の著名な彫刻家クヌート・スティーンの制作である。

## メイン・ペニー
1957年、アメリカ合衆国メイン州でノルウェー王国の銀貨が発見された。この硬貨はメイン・ペニーと呼ばれる中世ノルウェー王国の硬貨であり、発見された硬貨はオーラヴ王の頃に鋳造された硬貨と確認されている。この発見によりコロンブスによる大陸発見以前に大西洋を跨いだ交流活動が成されていたとする学説が発表された。しかしこの学説は未だ詳細が解き明かされておらず、大いに論争の的となっている

## 参照
1. 1 2 3  Claus Krag Olav 3 Haraldsson Kyrre (Norsk biografisk leksikon)
2. ↑  ブリタニカ国際大百科事典小項目辞典
3. ↑  “History of Bergen”.   The 27th Meeting of the European Crystallographic Association. 2018年3月29日時点のオリジナルよりアーカイブ。2016年5月20日閲覧。
4. ↑  Per G. Norseng Olav 3 (Haraldsson) Kyrre (Store norske leksikon)
5. ↑  “Olav 3. Kyrre”.   Den Store Danske. 2016年5月20日閲覧。
6. ↑  Claus Krag. “Magnus 2 Haraldsson, Konge”.   Norsk biografisk leksikon. 2016年5月20日閲覧。
7. ↑  “Saga of Olaf Kyrre”.   Heimskringla by Snorri Sturluson. 2016年5月20日閲覧。
8. ↑  Hallvard Magerøy. “Bjørgvin”.   Store norske leksikon. 2016年5月20日閲覧。
9. ↑  Odd Brochmann  Nidarosdomen (Store norske leksikon)
10. ↑  Per G. Norseng Gulatingsloven (Store norske leksikon)
11. ↑  Claus Krag. “Magnus 3 Olavsson Berrføtt, Konge”.   Norsk biografisk leksikon. 2016年6月24日時点のオリジナルよりアーカイブ。2016年5月20日閲覧。
12. ↑  Morkinskinna chronicle, quoted in History of the Norwegian people, Gjerset, Knut, New York, MacMillan, 1915.
13. ↑  Tennant, Roy. "Heimskringla or The Chronicle of the Kings of Norway Saga of Olaf Kyrre". The Online Medieval & Classical Library. Retrieved 21 April 2015.